# أسل خادع
أسل خادع (الاسم العلمي: Juncus fallax) نوع نباتي يتبع جنس الأسل وينتمي إلى الفصيلة الأسلية.